# Fiamme Oro Rugby
El Fiamme Oro Rugby es un club italiano de rugby de la ciudad de Roma, fundado en 1955, que milita en la segunda competición italiana, la serie A, y que tiene en su palmarés 5 títulos de liga y 4 de copa.
El club ha vivido su gran momento en sus primeros años de existencia. Fundado en 1955 por un grupo de integrantes de la policía de Padua, recibió el apoyo de la policía del estado. Ganó 4 ligas seguidas entre 1958 y 1961 arrollando a sus rivales, y a finales de los 60 y principios de los 70 ganó una liga más y 4 copas, pese a que para entonces la institución había perdido apoyos debido a los cambios políticos en el país. Así, en 1978 se produjo el descenso de categoría del club tras 22 temporadas en lo más alto.
En 1985 se refundó el club en Milán, y dos años después se trasladó a Roma, donde continúa hoy en día. En la temporada 1997-1998 volvió a competir en la máxima competición italiana, y volvió a descender en la 1998/99. 
La temporada pasada el club militaba en la 3ª categoría italiana, y logró ascender a la serie A, donde compite en la temporada 2010/11.

## Títulos
- Liga Italiana de Rugby = (5) 1957-58, 1958-59, 1959-60, 1960-61, 1967-68
- Copa Italiana de Rugby = (5) 1967-68, 1968-69, 1970-71, 1971-72, 2013-14.